# ساحل پلاستیکی
ساحل پلاستیکی (انگلیسی: Plastic Beach) سومین آلبوم استودیویی گروه مجازی موسیقیِ گوریلاز است که ۳ مارس ۲۰۱۰ منتشر شد. این آلبوم با فروش ۱۱۲۰۰۰ نسخه‌ای در هفتهٔ اول به چارت بیلبورد ۲۰۰ راه یافت و بسیاری از منتقدان آن را از بهترین آلبوم‌های دهه نام برده‌اند.
ساحل پلاستیکی یک آلبوم مفهومی است که موسیقی هیپ هاپ الکترونیک را با بریت‌پاپ تلفیق کرده است.